# Julian Pearce
Julian Pearce, né le 15 avril 1937, est un joueur australien de hockey sur gazon.

## Biographie
Julian Pearce fait partie de l'équipe nationale australienne médaillée de bronze aux Jeux olympiques d'été de 1964 à Tokyo et médaillée d'argent aux Jeux olympiques d'été de 1968 à Mexico. Il participe également aux Jeux olympiques d'été de 1960.

## Famille
Il est le frère des joueurs de hockey sur gazon Eric Pearce, Gordon Pearce (en) et Mel Pearce (en).